# Târgu Trotuș
Târgu Trotuş é uma comuna romena localizada no distrito de Bacău, na região de Moldávia. A comuna possui uma área de 32.10 km² e sua população era de 5598 habitantes segundo o censo de 2007.